# Pabianice (gmina wiejska)

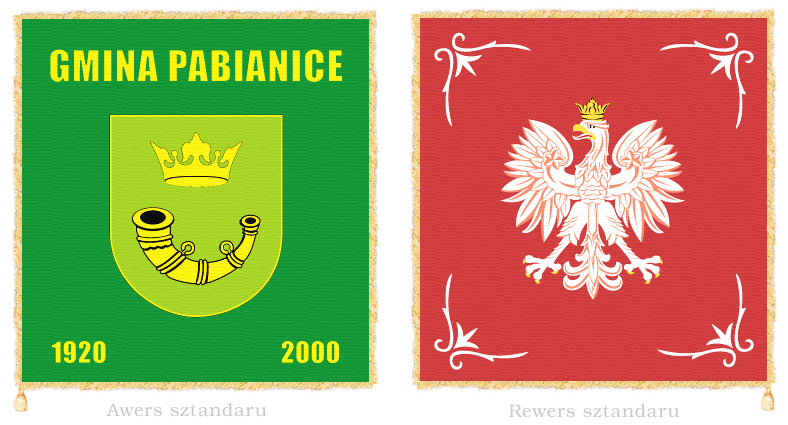
Sztandar Gminy Pabianice

Pabianice (do 1954 gmina Górka Pabianicka) – gmina wiejska w województwie łódzkim, w powiecie pabianickim. W latach 1975–1998 gmina położona była w ówczesnym województwie łódzkim.

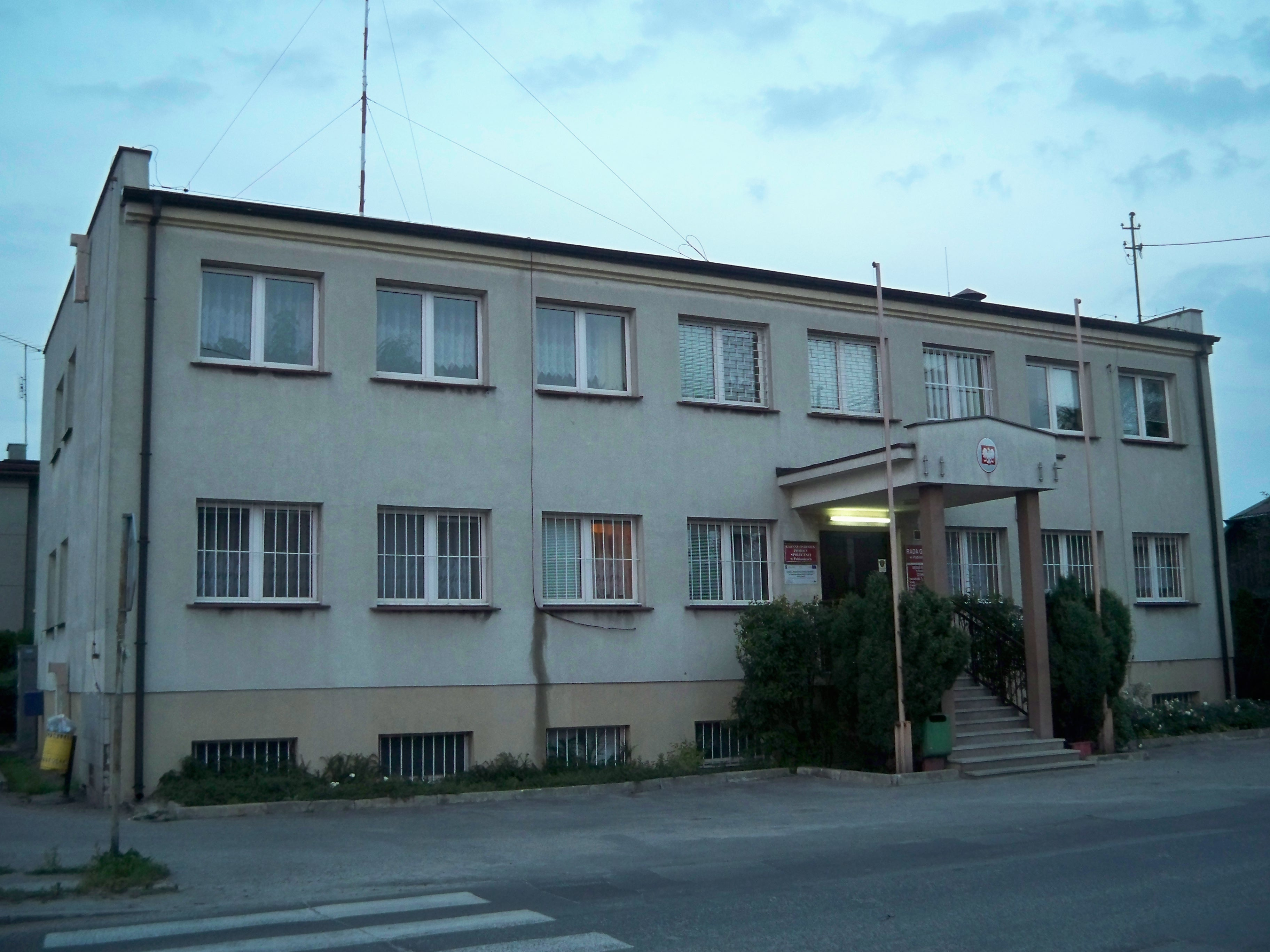
Budynek urzędu gminy w Pabianicach

Mapa gminy Pabianice

Siedziba Urzędu Gminy nie znajduje się na jej terenie, lecz w sąsiadującym z gminą mieście Pabianice. W skład gminy wchodzi 19 sołectw.

## Położenie geograficzne i środowisko
Położenie geograficzne gminy jest nietypowe: dwie części leżą na północy i południu od Pabianic, przedzielone powierzchnią miasta. Teren leży na wysokości ok. 160 – 245 m n.p.m. Większość terenu gminy leży na Wysoczyźnie Łaskiej, która jest częścią Niziny Środkowoeuropejskiej. Najniżej położone tereny leżą w dorzeczu Neru w sołectwie Okołowice, a najwyższe wzniesienie leży w południowej części Lasu Rydzyńskiego. Głównymi rzekami są Ner, Dobrzynka, Pabianka, Bychlewka, które należą do dorzecza Odry.
Powierzchnia lasów wynosi ok. 18% terenu gminy, w skład której wchodzą dwa kompleksy leśne: „Uroczysko Porszewice” w północnej części gminy i „Uroczysko Rydzyny” w południowej części gminy. Lasy te należą do przyrodniczo-leśnej Krainy Małopolskiej i Dzielnicy Łódzko-Opoczyńskiej. W siedliskach tych występuje bór mieszany świeży i wilgotny, w którym dominuje borówka czarna i bagienna, orlica, paprocie, kruszyna, jałowiec, bagno zwyczajne a z drzewostanu sosna, świerk, brzoza, jodła. Z fauny występują przede wszystkim jelenie, sarny, dziki oraz ptaki i drobna zwierzyna.

## Struktura powierzchni
Gmina Pabianice ma obszar 87,69 km², w tym:
- użytki rolne 73,49%
- użytki leśne 18,94%
- grunty zabudowane i zurbanizowane 7,24%
- grunty pod wodami 0,29%
- pozostałe 0,05%[6]

Gmina stanowi 17,82% powierzchni powiatu pabianickiego.

## Demografia
Dane o ludności z dnia 31 grudnia 2023.
| Opis                                | Ogółem | Ogółem | Kobiety | Kobiety | Mężczyźni | Mężczyźni |
| ----------------------------------- | ------ | ------ | ------- | ------- | --------- | --------- |
| Jednostka                           | osób   | %      | osób    | %       | osób      | %         |
| Populacja                           | 9000   | 100    | 4543    | 50,48   | 4457      | 49,52     |
| Wiek przedprodukcyjny (0–17 lat)    | 2156   | 23,96  | 1035    | 11,5    | 1121      | 12,46     |
| Wiek produkcyjny (18–65 lat)        | 5329   | 59,21  | 2527    | 28,08   | 2802      | 31,13     |
| Wiek poprodukcyjny (powyżej 65 lat) | 1515   | 16,83  | 981     | 10,9    | 534       | 5,93      |

- Piramida wieku mieszkańców gminy Pabianice

## Oświata
Przedszkola:
- Zespół Szkolno-Przedszkolny w Piątkowisku[7]

Szkoły podstawowe:
- Szkoła Podstawowa im. Kornela Makuszyńskiego w Bychlewie.
- Szkoła Podstawowa im. Marii Skłodowskiej-Curie w Pawlikowicach
- Szkoła Podstawowa im. Hansa Christiana Andersena w Petrykozach
- Szkoła Podstawowa w Piątkowisku

## Sport
- piłka nożna
  - Burza Pawlikowice, Jutrzenka Bychlew, LKS Orzeł Piątkowisko.

## Sołectwa
Bychlew, Gorzew, Górka Pabianicka, Hermanów, Jadwinin, Janowice, Konin, Kudrowice, Okołowice, Pawlikowice, Petrykozy, Piątkowisko, Porszewice, Rydzyny, Szynkielew, Świątniki, Terenin, Wola Żytowska, Żytowice.

## Pozostałe miejscowości
Huta Janowska, Majówka, Petrykozy-Osiedle, Pliszka, Potaźnia, Władysławów, Wysieradz.

## Sąsiednie gminy
Dłutów, Dobroń, Konstantynów Łódzki, Lutomiersk, Łódź, Pabianice (miasto), Rzgów, Tuszyn, Wodzierady